# Eclipta eirene
Eclipta eirene là một loài bọ cánh cứng thuộc họ Xén tóc. Loài này được Newman mô tả năm 1841.